# ثلاثية الأسنان (موسيقى)

ثلاثية الأسنان أو ثلاثية السن رمز موسيقي يكتب على المدرج الموسيقي للدلالة على مدة نغمة، و تساوي 1/32 من قيمة المستديرة، و نصف مدة ذات السنين.